# Pointe Ebba
Pointe Ebba är en udde i Antarktis. Den ligger i Östantarktis. Frankrike gör anspråk på området.
Terrängen inåt land är kuperad åt sydväst, men åt sydost är den platt. Havet är nära Pointe Ebba åt nordost. Trakten är obefolkad. 